# Crypturellus duidae
A Crypturellus duidae a madarak osztályának tinamualakúak (Tinamiformes) rendjébe és a tinamufélék (Tinamidae) családjába tartozó faj.

## Rendszerezése
A fajt John Todd Zimmer amerikai ornitológus írta le 1938-ben, a Crypturellus noctivagus faj alfajaként Crypturellus noctivagus duidae néven.

## Előfordulása
Dél-Amerikában, Brazília, Kolumbia, Peru és Venezuela területén honos. Természetes élőhelyei a szubtrópusi és trópusi síkvidéki esőerdők, szavannák és cserjések. Állandó, nem vonuló faj.

## Megjelenése
Testhossza 31 centiméter.

## Életmódja
Főleg gyümölcsökkel és más növényi anyagokkal táplálkozik, de gerincteleneket is fogyaszt.

## Természetvédelmi helyzete
Az elterjedési területe elég nagy, de az erdőirtások miatt csökken, egyedszáma még nagy, de csökken. A Természetvédelmi Világszövetség Vörös listáján nem fenyegetett fajként szerepel.